# Подржи Коњ
Подржи Коњ (мкд. Подржи Коњ) је насеље у Северној Македонији, у крајње североисточном делу државе. Подржи Коњ је у оквиру општине Крива Паланка.

## Географија
Подржи Коњ је смештен у крајње североисточном делу Северне Македоније. Од најближег већег града, Куманова, село је удаљено 80 km источно.
Село Подржи Коњ се налази у историјској области Славиште. Насеље је положено високо, на висовима планине Чупина, на преко 1.150 метара надморске висине.
Месна клима је планинска због знатне надморске висине.

## Становништво
Подржи Коњ је према последњем попису из 2002. године имао 116 становника. Од тога огромну већину чине етнички Македонци (98%), а остатак су Срби.
Претежна вероисповест месног становништва је православље.